# Robert Archibald (Basketballspieler)
Robert Michael Archibald (* 29. März 1980 in Paisley, Schottland; † 23. Januar 2020 in Illinois, Vereinigte Staaten) war ein britischer Basketballspieler. Nach dem Studium in den Vereinigten Staaten war Archibald zwei Spielzeiten in der am höchsten dotierten US-Profiliga NBA für verschiedene Vereine aktiv, ohne sich bei diesen durchsetzen zu können. Anschließend spielte er von 2004 bis 2012 bis auf zwei einjährige Unterbrechungen in Italien und der Ukraine für Vereine in der spanischen Liga ACB. Nach der Teilnahme an den Olympischen Spielen 2012 mit der britischen Nationalmannschaft beendete der gebürtige Schotte seine aktive Karriere. Der 39-jährige Robert Archibald wurde am 23. Januar 2020 tot in seinem Zuhause aufgefunden.

## Karriere
Archibalds Vater Robert sr. war ebenfalls Basketballer  spielte in seiner Jugend Basketball für den Verein Reign in Dunfermline, wo er auch zunächst zur Schule ging. 1997 wechselte er als 17-Jähriger an die Lafayette High School in Wildwood (Missouri), wo er nach einem Jahr den Abschluss erwarb und zum Studium an die University of Illinois at Urbana-Champaign ging. Dort war der großgewachsene Schotte in der Hochschulmannschaft Fighting Illini im Basketball in der Big Ten Conference der NCAA aktiv. Im Meisterschaftsturnier erreichte man 1999 und 2000 das Finale, in den folgenden beiden Spielzeiten 2001 und 2002 teilte man sich die Meisterschaft der „Regular Season“, kam aber dafür im Turnier nicht sehr weit. Bis auf Archibalds erstes Jahr 1999 war man jeweils für die landesweite NCAA-Endrunde qualifiziert, in der man 2001 und 2002 jeweils das Achtelfinale Sweet Sixteen erreichte. 2001 gewann man als topgesetzte Mannschaft im „Midwest Regional“ das Achtelfinale gegen die Jayhawks der University of Kansas und zog in das Regional Final Elite Eight ein, das gegen den späteren Vizemeister, die Wildcats der University of Arizona, verloren ging.

### Vereinskarriere
Im Entry Draft der Profiliga NBA wurde Archibald 2002 an 32. Stelle von den Memphis Grizzlies ausgewählt. In der NBA 2002/03 kam Archibald jedoch nur zu zwölf Kurzeinsätzen mit durchschnittlich sechs Minuten Einsatzzeit. Vor Beginn der folgenden Saison NBA 2003/04 kam er in einem Spielertausch zu den Phoenix Suns, die ihn in einem Spiel einsetzten, bevor er nach Weihnachten 2003 zu den Orlando Magic getauscht wurde, die ihn in einem weiteren Spiel einsetzten, bevor er bereits Anfang Januar zu den Toronto Raptors getauscht wurde. Hier wurde er in 30 Spielen zwar relativ regelmäßig eingesetzt, aber seine durchschnittliche Einsatzzeit und Effektivität konnte er hier kaum steigern. Am Saisonende war dann seine NBA-Karriere beendet.
2004 bekam Archibald zunächst einen Vertrag vom spanischen Verein Pamesa aus Valencia in der Liga ACB. Nach sieben Einsätzen wechselte er bereits Ende November zum italienischen Verein Scavolini aus Pesaro in die Lega Basket Serie A. Aus wirtschaftlichen Gründen wurde dem Neuntplatzierten der Abschlusstabelle am Saisonende die Lizenz für eine weitere Spielzeit entzogen. Für die folgende Saison 2005/06 wechselte Archibald daraufhin zurück nach Spanien und spielte für DKV Joventut aus Badalona. Die Mannschaft gewann am Saisonende den FIBA EuroCup 2005/06, verlor aber die Halbfinalserie in den nationalen Meisterschafts-Play-offs knapp in fünf Spielen gegen den Hauptrundenersten und späteren Meister Unicaja Málaga. Dies wiederholte sich in der folgenden Saison 2006/07, als man in der Halbfinalserie erneut in fünf Spielen gegen den späteren Meister Real Madrid ausschied. International erreichte man im höchsten europäischen Vereinswettbewerb EuroLeague 2006/07 die Runde der 16 besten Mannschaften, wo man jedoch nur einen Sieg in sechs Spielen erzielen konnte.
Für die Saison 2007/08 wechselte Archibald in die Ukraine zu Asowmasch aus Mariupol. Sportlich war man erfolgreich und Archibald gewann mit dem Finalisten des FIBA EuroCup 2006/07 das nationale Double aus Meisterschaft und Pokal. Archibald war jedoch unzufrieden mit den Lebensumständen und der medizinischen Versorgung in der Ukraine, nachdem sowohl seine Frau als auch er selbst sich eine Blinddarmentzündung zuzogen, weshalb Archibald nach der einen Spielzeit erneut in die spanische Liga zurückkehrte. Für Unicaja aus Málaga spielte er im Folgenden drei Spielzeiten, wo man zweimal in der Halbfinalserie um die nationale Meisterschaft ausschied. In der Saison 2010/11 schied man dann bereits in der ersten Runde gegen den späteren Meister FC Barcelona aus. In der EuroLeague war für den Verein jeweils in der Runde der 16 besten Mannschaften Endstation. Für die Spielzeit 2011/12 wechselte er zum Ligakonkurrenten CAI aus Saragossa, die jedoch erneut die Play-offs um die Meisterschaft verpassten.

### Nationalmannschaft
Archibald spielte zunächst für die schottische Nationalmannschaft, die nur an Turnieren für Mannschaften aus kleineren Ländern der FIBA Europa teilnahm. Nach Vergabe der Olympischen Spiele 2012 in die britische Hauptstadt London wurde eine gemeinsame Nationalmannschaft für Großbritannien aus den zuvor unabhängig existierenden Verbänden von England, Schottland und Wales gegründet, der dann auch Archibald angehörte. Mit dieser Mannschaft erreichte er dann auch die Qualifikation für die EM-Endrunden 2009 und 2011. Bei den Endrunden schied man jedoch jeweils nach der Turnier-Vorrunde aus. Als Gastgeber war man dann für das olympische Basketballturnier 2012 qualifiziert. Doch auch hier schied man nach der Vorrunde aus, als man nach vier Niederlagen nur das abschließende Vorrundenspiel gegen China deutlich gewann. Nach dem olympischen Turnier beendete Archibald seine aktive Karriere als Basketballspieler.